# Benoît Bincaz
Benoît Bincaz   (Chambèri, 3 de desembre de 1996), de vegades escrit Benoit Bincaz, és un pilot de trial francès que competeix al Campionat del Món des del 2016. Ha guanyat tres Campionats de França (2019-2020 i 2023).

## Palmarès
A 1 de maig de 2025
| Any  | Motocicleta | C. del Món Outdoor | C. del Món Indoor | C. de França |
| ---- | ----------- | ------------------ | ----------------- | ------------ |
| 2016 | Scorpa      | 19è                | -                 |              |
| 2017 | Scorpa      | 16è                | -                 |              |
| 2018 | Scorpa      | 11è                | 4t                |              |
| 2019 | Beta        | 7è                 | 4t                | 1r           |
| 2020 | Beta        | 11è                | 4t                | 1r           |
| 2021 | Beta        | 10è                | -                 |              |
| 2022 | Gas Gas     | 10è                | 8è                |              |
| 2023 | Sherco      | 8è                 | 7è                | 1r           |
| 2024 | Sherco      | 9è                 | 4t                |              |
| 2025 | EMotion     |                    | 4t                |              |